# Бареа
Барѐа (на италиански: Barrea, на местен диалект Arcoa, Бареха) е село и община в Южна Италия, провинция Акуила, регион Абруцо. Разположено е на 1060 m надморска височина. Населението на общината е 750 души (към 2010 г.).